# Ahmed Ouyahia
Ahmed Ouyahia (árabe:أحمد أويحيى) (Ibourdraren, Provincia de Tizi Ouzou, Argelia, 2 de julio de 1952) es un político argelino, primer ministro de Argelia desde el 15 de agosto de 2017 sustituyendo a Abdelmadjid Tebboune que estuvo tres meses en el cargo. Fue sustituido como primer ministro en marzo de 2019 por Nuredin Bedui tras las protestas contra el quinto mandato del presidente Buteflika. Anteriormente ocupó también el cargo en otras tres ocasiones: entre el 1995 y el 1998, entre el 2003 y el 2006, y entre 2008 y 2012. Desde marzo de 2014 era jefe de gabinete del presidente Bouteflika. Ouyahia es también el líder del partido Agrupación Nacional para la Democracia segundo partido de Argelia y aliado del histórico FLN.

## Infancia y juventud
Nació en el pueblo de Bouadnane, en el Vilayato de Tizi Ouzou en la región de Kabylie, en Argelia, el 2 de julio de 1952. Llevó a cabo su educación primaria en la ciudad de Argel comenzando en el año académico 1958/1959 y terminando en el 1964/1965. Realizó su educación secundaria en el Lycee El Idrissi, en la ciudad de Argel, comenzando en el año académico 1965/1966. En 1972 recibió su diploma de Baccalauréat ès-lettres (Examen final de Letras).

## Estudios y carrera
Ese mismo año postuló a la École Nationale d'Administration (Escuela Nacional de Administración) de Argelia, obteniendo una de las tres mejores puntuaciones, junto con Ahmed Attaf. Ouyahia ingresó a la escuela y se especializó en Diplomacia. Se graduó en 1976, e hizo su servicio militar en los dos años siguientes (1977 - 1978). Durante este periodo, realizó sus prácticas militares en El Mouradia, recinto de la Presidencia Argelina, donde fue miembro del equipo de relaciones públicas. 
En el año 1978, se unió al ministerio del diario americano Foreign Affairs y fue asignado al Departamento de asuntos africanos. En 1981 fue enviado como consejero de relaciones exteriores junto al embajador de Argelia en Costa de Marfil, donde sirvió hasta 1984, año en el que fue asignado como consejero de relaciones exteriores para la Jefatura de la Misión Permanente de Argelia en la Sede Principal de las Naciones Unidas en Nueva York.
Desde 1988 a 1989 fue co-representante del Consejo de Seguridad de la ONU. Desde 1990 a 1991 fue asesor del Ministro de Relaciones Exteriores de Argelia, en Argel. En 1991 se convirtió en director general del Departamento Africano del Ministerio de Relaciones Exteriores de Argelia.
Lideró el Departamento Africano hasta agosto de 1992, fecha en la cual fue enviado como Embajador de Argelia en Malí, en donde aseguró un acuerdo de paz entre el bélico gobierno maliense y el Movimiento Azawad Touareg, con su tratado "Pacto Nacional". En agosto de 1993, Ouyahia fue llamado de vuelta a Argelia, para servir en el gobierno de Redha Malek como SubSecretario de Estado para los Asuntos Exteriores Africanos y Árabes.
En abril de 1994 fue nominado como Director de Gabinete del Presidente Liamine Zeroual, donde estaba a cargo de asuntos políticos como las negociaciones con líderes del prohibido partido del Frente Islámico de Salvación y la preparación de las elecciones presidenciales de 1995, que el presidente Liamine Zeroual ganó en noviembre de 1995.
En diciembre de 1995 Ouyahia fue nombrado primer ministro y mantuvo esta posición hasta diciembre de 1999, cuando dimitió después de la elección de Abdelaziz Bouteflika como Presidente de Argelia. En 2000 Ouyahia fue elegido líder de su partido, el National Rally for Democracy. Fue nombrado Ministro de Estado y Ministro de Justicia en 2000 bajo el primer gobierno del Presidente Abdelaziz Bouteflika. Durante este tiempo a Ouyahia le fue asignada la tarea de asegurar la paz en la guerra entre Etiopía y Eritrea, por el presidente Abdelaziz Bouteflika que también fue el presidente de la Organización para la Unidad Africana durante el año 2000. Ouyahia trabajó junto a Anthony Lake, exasesor Nacional de Seguridad del Presidente Bill Clinton de EE. UU., se terminó firmando la paz y se firmó en Argel en diciembre de 2000.
En junio de 2002, después de la derrota del National Rally for Democracy en las elecciones legislativas, Ouyahia renunció y fue nominado por el siguiente gobierno como Ministro de Estado, Representante Especial del Presidente, una posición honoraria independiente del gobierno en el poder. En mayo de 2003, Ouyahia fue nombrado primer ministro por segunda vez, tras una crisis política entre el presidente Abdelaziz Bouteflika y el primer ministro Ali Benflis que dimitió. Ouyahia sirvió como primer ministro por tres años, hasta su dimisión el 24 de mayo de 2006 alegando diferencias políticas entre el partido político de Ouyahia y el de Bouteflika, el FLN.
En agosto de 2017 fue designado primer ministro de Argelia. Aunque era un candidato apreciado por los sectores militares en el poder de Argelia es altamente impopular dada la crisis que afronta el país por lo que analistas políticos descartaban que en 2019 pudiera ser el sucesor en la presidencia del país de Abdelaziz Buteflika.
El 11 de marzo de 2019 fue sustituido en el puesto de primer ministro por Nuredin Bedui tras las protestas masivas contra un quinto mandato del presidente Buteflika en las elecciones inicialmente convocadas en abril de 2019.

## Trayectoria profesional y funciones públicas
- De 1978 a 1981 : administrador civil en la presidencia del Consejo.
- De 1981 a 1984 : consejero de asuntos exteriores en la Embajada de Argelia en Abiyán.
- De 1984 a 1989 : consejero en misión permanente de Argelia en Naciones Unidas
- De 1988 a 1989 : representante adjunto al Consejo de Seguridad de la ONU
- De 1989 a 1990 : consejero en el gabinete del Ministerio de Asuntos Exteriores.
- De 1990 a 1991 : Director Gral. África en la administración central del Ministerio de Asuntos Exteriores
- De 1992 a 1993 : embajador de Argelia en Mali
- De 1993 a 1994 : Secretario de Estado de Cooperación y Asuntos Magrebíes
- De 1994 a 1995 : director de gabinete de la presidencia de la República
- De 1995 a 1998 : jefe de Gobierno
- Desde junio de 1997 : diputado de la Asamblea Popular Nacional.
- De 1999 a mayo de 2002 : ministro de Estado, ministro de Justicia
- De junio de 2002 a mayo de 2003 : ministro de Estado, representante personal del Presidente de la República.
- De 2003 a 2006 : jefe de Gobierno.
- De 2008 a septiembre de 2012 : Primer ministro.
- de 2014 a 2017 : director de gabinete de la presidencia de la República (segunda vez)
- Desde el 16 de agosto de 2017 hasta el 11 de marzo de 2019 : Primer ministro.

Ha sido además: 
- mediador en nombre de Argelia en la negociación del conflicto del Norte de Malí en 1992
- mediador en nombre del presidente de la OUA en la negociación del conflicto entre Etiopía y Eritrea 1999-2000.